# Stenocercus trachycephalus
Espèce
Synonymes
- Holotropis trachycephalus Duméril, 1851

Statut de conservation UICN

 LC  : Préoccupation mineure
Stenocercus trachycephalus est une espèce de sauriens de la famille des Tropiduridae.

## Répartition et habitat
Cette espèce est endémique du Cundinamarca en Colombie. On la trouve entre 1 749 et 3 800 m d'altitude. Elle vit dans la forêt tropicale sèche, la forêt de nuage et le páramo. 

## Publication originale
- Duméril & Duméril, 1851 : Catalogue méthodique de la collection des reptiles du Muséum d'Histoire Naturelle de Paris. Gide et Baudry/Roret, Paris, p. 1-224 (lire en ligne).